# Nelly Kaplan
Nelly Kaplan (Buenos Aires, Argentina; 11 de abril de 1931 - Ginebra, Suiza; 12 de noviembre de 2020) fue una escritora y cineasta francoargentina.

## Biografía
Nacida en Buenos Aires en una familia argentina de origen judío. Nelly Kaplan comienza sus estudios de Ciencias económicas.
En 1953, llega a París como representante de una cinemateca argentina para participar de un congreso internacional. Decide instalarse allí y trabaja como corresponsal de diversos diarios argentinos. 
En 1954, Nelly Kaplan conoce al cineasta Abel Gance quien la hace su asistente, confiándole la dirección del segundo equipo de la película Cyrano y d'Artagnan. 
Kaplan también lo asistirá en sus películas Magirama (1956) y Austerlitz (1960). 
Hacia 1954, conoce y hace amistad con Théodore Fraenkel, antiguo condiscípulo de André Breton. Hacia 1955 Kaplan conoce a Philippe Soupault, y en 1956 a André Breton: lo que dará comienzo a una hermosa historia de amor.
En 1961, Nelly Kaplan realiza su primer cortometraje sobre el pintor Gustave Moreau. Luego conocerá a André Pieyre de Mandiargues y bajo el seudónimo de Belen, escribe varios textos surrealistas.
En 1969, se estrena La fiancée du pirate, su primer largometraje, con Bernadette Lafont en el papel principal.
En 1996, Nelly Kaplan fue nombrada Chevalier de la Légion d'honneur por el conjunto de su obra literaria y cinematográfica.
En 1998, la Galerie de París organiza una exposición llamada «Kaplan en todos sus estados'». 
Nelly Kaplan tiene a cargo la sección cinematográfica de Le Magazine Littéraire y participa en la emisión de radio Des Papous dans la tête difundida por France Culture.
Falleció el 12 de noviembre de 2020 en Ginebra, producto de haber contraído COVID-19. Tenía ochenta y nueve años.

## Filmografía
- Documentales
  - « Gustave Moreau », 1961, cortometraje 22', con la voz de André Breton
  - « Rodolphe Bresdin », 1962, c.m. 17'.
  - « Abel Gance, hier et demain », 1963, 28'.
  - « La Nouvelle Orangerie », 1965, c.m. 10', sobre la colección de Walter Guillaume
  - « Les Années 25 », 1965, c.m. 12', sobre los "Años locos" a partir de una exposición en el Museo de Artes decorativas.
  - « Dessins et merveilles », 1966, c.m. 11', sobre los dibujos de Victor Hugo
  - « À la Source, la femme aimée », 1966, c.m. 10', sobre los dibujos eróticos del pintor André Masson.
  - « Le Regard Picasso », 1967, 52', León de Oro en el Festival de Venecia
  - « Abel Gance y su Napoléon », 1983, 60'

- Ficciones, dirección
  - 1969: La Fiancée du pirate
  - 1971: Papa les p'tits bateaux
  - 1976: Néa
  - 1979: Charles et Lucie
  - 1980: Un fait d'hiver, Livingstone
  - 1982: Ce fut un bel été, co realizados para televisión con Jean Chapot.
  - 1985: Patte de velours (TV), para televisión.
  - 1991: Plaisir d'amour

- Guiones cinematográficos
  - « Il faut vivre dangereusement », junto a [Claude Malinovski.
  - « Le Regard dans le miroir », 1984, con Jean Chapot, Gran Premio de la Fundación de Francia.
  - « Les Mouettes », 1990, escrito junto a Jean Chapot, para televisión.
  - « Honorin et la Lorelei », 1992, junto a Jean Chapot, para televisión.
  - « Polly West est de retour », 1992, junto a Jean Chapot, para televisión.
  - « Honorin et l'enfant prodigue », 1992, junto a Jean Chapot, para televisión.